# Mala Stara vas
Mala Stara vas este o localitate din comuna Grosuplje, Slovenia, cu o populație de 91 de locuitori.